# Licaria armeniaca
Licaria armeniaca är en lagerväxtart som först beskrevs av Christian Gottfried Daniel Nees von Esenbeck, och fick sitt nu gällande namn av André Joseph Guillaume Henri Kostermans. Licaria armeniaca ingår i släktet Licaria och familjen lagerväxter. Inga underarter finns listade i Catalogue of Life.